# Prototip
Prototíp (novolatinsko prototypon, grško προτότυπον: protótipos - vzor, izviren, prvoten < prôtos - prvi, začetni + typos - podoba, vtisk, odtisk, posnetek) je predserijsko izdelan predmet. Izraz se po navadi uporablja v avtomobilski, letalski in težki industriji. 
Prototip je v prvi vrsti izdelan za testiranje izdelka in odpravljanje morebitnih pomankljivosti pred serijsko proizvodnjo.